# Landsfoged (Grønland)
Landsfoged (grønlandsk: Naalagaq) var titlen på de to øverste embedsmænd i Grønland 1925-50. De to landsfogeder for Nordgrønland og Sydgrønland fungerede som administratorer og retsformænd og var desuden formænd for landsrådene i deres område. Under 2. Verdenskrig spillede landsfogederne Eske Brun og Aksel Svane en vigtig rolle i forholdet til USA, der havde overtaget forsvaret af Grønland efter aftale med Danmarks ambassadør i Washington Henrik Kauffmann. I 1950 erstattedes landsfogederne af én landshøvding for hele Grønland.

## Administration
Ti personer nåede at tjene som landsfoged i Grønland; 4 i Nordgrønland og 6 i Sydgrønland:

### Sydgrønland
| Årstal      | Navn                                |
| ----------- | ----------------------------------- |
| 1925 – 1932 | Knud Honoré Oldendow                |
| 1932 – 1941 | Aksel Svane                         |
| 1941 – 1945 | Eske Brun                           |
| 1945 – 1950 | Carl Frederik Simony (konstitueret) |

### Nordgrønland
| Årstal      | Navn                                |
| ----------- | ----------------------------------- |
| 1925 – 1928 | Phillip Rosendahl (konstitueret)    |
| 1928 – 1929 | Jørgen Berthelsen                   |
| 1929 – 1939 | Phillip Rosendahl                   |
| 1939 – 1945 | Eske Brun                           |
| 1945 – 1947 | Carl Frederik Simony (konstitueret) |
| 1947 – 1950 | Niels Otto Christensen              |